# Minilimosina spinifera
Minilimosina spinifera är en tvåvingeart som beskrevs av Rohacek och Marshall 1989. Minilimosina spinifera ingår i släktet Minilimosina och familjen hoppflugor. Inga underarter finns listade i Catalogue of Life.